# Åke Sandberg (sociolog)
Åke Sandberg, född 1944, är en svensk författare och professor, civilekonom och sociolog, sedan 2010 professor emeritus vid Stockholms universitet, Sociologiska institutionen.
Sandberg är civilekonom från Handelshögskolan i Göteborg och fil.dr. i sociologi med en avhandling vid Uppsala universitet; han var även docent vid Samhällsvetenskapliga fakulteten där. Avhandlingen The limits to democratic planning (1976) är skriven mot bakgrund av framväxten av långsiktsplanering och framtidsstudier i både företag och förvaltning. Den utgår från bland annat vetenskapsteori, organisationsteori liksom frågor om förändringsstrategier, makt och demokratisering. Sandberg bedrev även doktorandstudier vid Sociologiska institutionen vid Stockholms universitet och vid KTH och dess Institution för Industriell ekonomi och organisation.
Sandberg har varit anställd vid Sociologiska institutionen, Stockholms universitet; Arbetslivsinstitutet (ALI / NIWL)/ tidigare Arbetslivscentrum; KTH, Institutionen för ADB (IBADB); samt Försvarets forskningsanstalt FOA, numera FOI, och dess institution för Systemanalysmetodik. Parallellt med Arbetslivsinstitutet / Arbetslivscentrum var han i två fyraårsperioder anställd som adjungerad professor vid KTH, och där vid industriell ekonomi samt inom människa-dator-interaktion vid Skolan för datavetenskap och kommunikation, CSC, numera inom Medieteknik och interaktionsdesign. Han har även varit gästprofessor vid institutionen för Forvaltning og samfundsplanlegging vid Roskilde universitet; vid Laboratoire d’Economie et de Sociologie du Travail, i Aix-en-Provence samt vid School of Industrial Relations and Organizational Behavior (IROB), numera School of Organization and Management vid UNSW University of New South Wales i Sydney och dess Australian School of Business.
Han var på 1970-talet projektledare för projektet Demokratisk styrning och planering i arbetslivet, DEMOS. Demosprojektet följdes av medverkan i det nordiska Utopiaprojektet för användarmedverkan i utveckling av IT och arbetsplatser. I dessa tidiga projekt, liksom i senare års studier av arbete, organisation och management inom bilindustri, IT och medier har temat varit: hur förena goda, utvecklande arbeten med produktivitet och effektivitet i företagen?
Han har därefter studerat internet och journalistiskt arbete, omvandling av bilproduktion i Volvo i internationellt perspektiv, samt interaktiva medier/nya medier. Flera läroböcker har arbetats fram, bland dem Ledning för alla? (i fyra upplagor, den första 1987, den senaste 2003). För internationella läsare utgavs Nordic Lights. Work management and welfare in Scandinavia. En senare bok, om forskningspolitik, är På jakt efter framtidens arbete: utmaningar i arbetslivets organisering och forskning. Den senaste läroboken är Arbete & välfärd. Ledning, personal och organisationsmodeller i Sverige, för vilken han tilldelades Kurslitteraturprisets hederspris 2018 .[källa behövs] År 2021 publicerade han boken Främling i sin stad: stängda fabriker och butiker – missnöje och framtidstro, om bakgrunden till SD:s framväxt i uppväxtstaden Säffle.
Sandberg har varit ordförande i Stockholms sociologförening, redaktör för tidskriften Sociologisk forskning, redaktionsmedlem i den nordiska tidskriften Acta Sociologica, samt sekreterare och ordförande i International Sociological Associations (ISA) Research Committee 10, Participation, Organizational Democracy and Self-Management.